# Евсейчиха
Евсейчиха — река в Быстринском районе Камчатского края России. Правый приток реки Левая Андриановка.
Длина реки — 21 км. Берёт исток в отрогах Срединного хребта. Протекает между горами Евсейчиха (1576,6 м) и Асхадач (1661,4 м). Впадает в реку Левая Андриановка справа на расстоянии 8 км от её устья на высоте 514 м над уровнем моря.

## Бассейн
Имеет 3 именованных притока (перечислены от истока к устью):
- пр → Правая Евсейчиха[4]
- лв ← Левая Евсейчиха[5]
- пр → Малая Евсейчиха[6]

В бассейне реки находятся 2 озера: Евсейчиха и Мелкое (оба левобережные).

## Данные водного реестра
По данным государственного водного реестра России относится к Анадыро-Колымскому бассейновому округу.
Код водного объекта — 19070000112120000013222.